# 조너선 멘사
조너선 멘사(영어: Jonathan Mensah, 1990년 7월 5일 ~ )는 가나의 축구 선수로 포지션은 수비수이며 현재 미국 MLS의 뉴잉글랜드 레벌루션 소속이다.